# Hoces del Cabriel (ZEPA)
Hoces del Cabriel (ZEPA) este o arie protejată (arie de protecție specială avifaunistică — SPA) din Spania întinsă pe o suprafață de 31.849,52 ha, integral pe uscat.

## Localizare
Centrul sitului Hoces del Cabriel (ZEPA) este situat la coordonatele 39°25′13″N 1°24′44″W / 39.4203°N 1.4122°V.

## Înființare
Situl Hoces del Cabriel (ZEPA) a fost declarat arie de protecție specială avifaunistică în mai 2000 pentru a proteja 22 de specii de animale.

## Biodiversitate
Situată în ecoregiunea mediteraneană, aria protejată conține 11 habitate naturale: Lacuri eutrofice naturale cu vegetație de tip Magnopotamion sau Hydrocharition, Galerii de Salix alba și de Populus alba, Vegetație gipsofilă iberică (Gypsophiletalia), Matorral arborescenți cu Juniperus spp., Pante stâncoase calcaroase cu vegetație casmofită, Izvoare petrifiante cu formare de travertin (Cratoneurion), Liziere de ierburi înalte hidrofile de câmpie și de nivel montan până la alpin, Pseudostepă cu ierburi și specii anuale de Thero-Brachypodietea, Pajiști umede mediteraneene cu ierburi înalte de Molinio-Holoschoenion, Lande oro-mediteraneene cu formațiuni endemice de grozamă, Galerii și tufărișuri riverane sudice (Nerio-Tamaricetea și Securinegion tinctoriae).
La baza desemnării sitului se află mai multe specii protejate:
- păsări (18): pescăruș albastru (Alcedo atthis), fâsă-de-câmp (Anthus campestris), acvilă de munte (Aquila chrysaetos), buha (Bubo bubo), pasărea ogorului (Burhinus oedicnemus), ciocârlie-cu-degete-scurte (Calandrella brachydactyla), caprimulg (Caprimulgus europaeus), șerpar (Circaetus gallicus), șoim călător (Falco peregrinus), Galerida theklae, Hieraaetus fasciatus, acvilă pitică (Hieraaetus pennatus), ciocârlie de pădure (Lullula arborea), gaia neagră (Milvus migrans), Oenanthe leucura, Pyrrhocorax pyrrhocorax, turturică (Streptopelia turtur), silvie de tufiș (Sylvia undata)
- mamifere (1): vidră de râu (Lutra lutra)
- nevertebrate (1): Coenagrion mercuriale
- pești (1): Chondrostoma toxostoma
- reptile (1): Mauremys leprosa

Pe lângă speciile protejate, pe teritoriul sitului au mai fost identificate 3 specii de plante, 1 specie de amfibieni, 1 specie de mamifere.